# Khazad-dûm
Khazad-dûm je bilo največje mesto v zgodovini škratov. Khazad-dûm v škratji govorici pomeni Škratje domovanje. Je čudovit primer odličnosti izdelave njihove rase. A škratje so kopali pregloboko in preveč pohlepno - ter prebudili Barloga, ki jim je prinesel uničenje. Poimenovali so ga Môria, kar po škratovsko pomeni Temna jama. Vilini so Khazad-dûm imenovali Hahodrond (hadhod = škrat; rond = jama, dvorana).

## Zgodovina
Khazad-dûm je nekje med leti 1050 in 1250 prvega veka ustanovil Durin I., Oče škratov, znan tudi kot Dolgobradi. Kot prvi od škratov se je prebudil v gori Gundabad. Ker se je prebudil prvi, mu je bil priznan poseben status. Odpravil se je proti jugu ob vzhodni strani Meglenega gorovja. Prispe do doline Azanulbizar (Dolina senčnih tokav) in do jezera. Pogleda v jezero in zagleda v odsevu nad svojo glavo krono sedmih zvezd, ozvezdja, ki kasneje postane znano kot Durinova krona. To vzame kot dobro znamenje in se odpravi v goro, jezero pa postane znano kot Kheled-zâram (v Zahodščini Zrcalno jezero; izvirno Mirrormere). Na mestu, kjer je Durin uzrl svoj odsev so škratje postavili velik steber, imenovan Durinov kamen. Durin s škrati začne kopati v goro in zgradi Vzhodna vrata, velika vrata v škratovsko kraljestvo.
Ob vstopu prideš v prvo dvorano. Od tam greš skozi širok prehod in po stopnicah do Mostu, kjer je padel Gandalf v boju z Balrogom. Most je bil zgrajen z mislijo na obrambo kraljestva, zato je to ozka brv, ki prečka globok prepad, in po kateri lahko vzporedno hodi le eden. Če bi katera koli invazijska vojska prebila zunanjo obrambo, bi bila prisiljena prečkati 50-metrski most v vrsti eden za drugim, zaradi česar se ne bi mogli obraniti napada škratov.
Po prečkanju mostu prideš do druge dvorane in naprej v preostali del mesta.
Durinovo ljudstvo je skozi stoletja zgradilo Khazad-dûm v ogromno mesto, sestavljeno iz številnih dvoran, hodnikov in rudnikov. Khazad-dûm je imel skupno 7 nivojev navzgor in 7 nivojev navzdol od osnovnega nivoja Vzhodnih vrat. Vzhodni del je predvsem mesto, medtem ko so širitve, ki gredo proti zahodu predvsem rudarsko področje. Tako veliko in slavno je bilo Durinovo kraljestvo, da so celo vilini v Beleriandu v prvi dobi slišali zanj od škratov z Modrih gora. Škrati so poleg velikih dvoran in rudnikov zgradili tudi stolp na vrhu gore. Vrh so škratje imenovali Zirakzigil, znan pa je tudi kot Durinov stolp in do njega je bilo mogoče priti samo po neskončnih stopnicah, ki so vodila od samih temeljev gore. Ko Durin I. dočaka vzpon največjega škratjega kraljestva v Srednjem svetu, umre nekje pred koncem prve dobe.
Po uničenju Belerianda večina škratov Nogroda in Belegosta zapusti svoje uničene domove v Modrih gorah in se pridruži Durinovemu ljudstvu v Khazad-dûmu. To ima nepredvidene koristi za škrate Meglenega gorovja. Ne samo, da je njihovo število narastlo, ampak škrati z zahoda prinesejo s seboj tudi spretnost kovačev in zidarjev. To pripelje že tako mogočno kraljestvo do novih višin - verjetno sam vrh njegove zgodovine. V tem času rudarjenje razširijo na najbolj zahodni del Meglenega gorovja, tako da je bilo mogoče potovati pod zemljo  po celotni širini gora. 
Na zahodni strani Morie sta Durinova vrata zgradila dva največja obrtnika druge dobe - škrat Narvi in njegov prijatelj Celebrimbor iz Eregiona. Zahodna vrata so zgrajena nekje med leti 750 in 1500 druge dobe. Vrata je Narvi izdelal tako dobro, da jih, ko so bila zaprta, ni bilo mogoče videti kot vrata, ampak so bila videti kot stran gore. Celebrimbor v zasnovo in napis vrat vstavi ithildin, material, ki ga je mogoče videti le z odsevanjem zvezdne svetlobe in mesečine. Ithildin so vilini ustvarili z uporabo najdragocenejšega materiala Khazad-dûma - mithrila. Na vratih je upodobljen durinov simbol kladiva in nakovala, sedem zvezd, ki označujejo njegovo krono, dve drevesi, ki simbolizirata drevesi visokih vilinov in zvezda, ki je bila emblem Feanorjeve hiše, ki je Celebrimborjeva lastna družinska linija. V zgornjem levem kotu je v Feanorjevi pisavi Tengwar (v sindarinščini, v beleriandskem načinu) tengwa (črka) Calma (C) za Celebrimbor in desno zgoraj je tengwa Ore (N) za Narvi. Spodaj pa je tengwa Ando (D) za Durina. Napis na loku na vrhu se glasi: "Ennyn Durin Aran Moria. Pedo Mellon a Minno. Im Narvi hain echant. Celebrimbor o Eregion teithant i thiw hin". Gandalf je to prevedel kot: "Vrata Durina, gospodarja Morie. Govori prijatelj in vstopi. Jaz, Narvi, sem jih naredil. Celebrimbor iz Hollina je narisal te znake". Gandalfu v poznejši tretji dobi malo poznan zapis (Pedo Mellon a Minno - G, ki je bil pravineje preveden je bil: "Reci 'prijatelj' in vstopi".
Ko so bila vrata narejena v drugi dobi, je bilo obdobje miru in reda. Sauron še ni povzročil težav ali vojne v Eriadorju, sama vrata pa so bila običajno odprta za svobodno potovanje in trgovino med ljudstvi gore in tistimi iz Eregiona. Vendar to prijateljstvo in blagostanje ni dolgo trajalo. Kajti Sauron je prišel v Eregion. Leta 1697 je Sauron uničil Eregion in ubil Celebrimborja v njegovem poskusu,da bi zasedel vse prstane moči. Potem ko škratje pomagajo Elrondu, tako, da napadejo Saurona iz njegove zaledne straže, se umaknejo v goro in za seboj zaprejo Durinova vrata. Od tega trenutkase ta ne bodo več odprla, dokler to ne stori Bratovščina prstana l. 3019 tretje dobe. To loči škrate od vilinov Eriadorja in prijateljstvo med rasami začne upadati. Galadriel in njena hči Celebrian iz Eregiona potovali skozi Khazad-dum, da bi dosegli vilinsko kraljestvo na vzhodu. Tako so bili varni pred vojno vilinov in Saurona, deloma zahvaljujoč svojim prijateljem škratom. V tem času velikega preobrata v Eriadorju, orki začnejo znova napadati gore in prinesejo vojno škratom, ter prevzamejo goro Gundabad. Čeprav verjetno ni bil kraj, kjer so bivali, je bil Gundabad veliko letno mesto za srečanje škratov. Namesto tega postane trdnjava orkov in jo začnejo uporabljati  med vladanjem Angmarskega temnega čarovnika. Poleg pošiljanja vojakov na pomoč v Zadnji bitki, ni veliko znanega o dejavnosti škratov v preostalem delu druge dobe. Vemo, da so skoraj 2000 let v tretji dobi škratje še vedno kopali vse globlje v goro za svoj dragoceni mithril. Takrat, lea 1980 tretje dobe, so prebudili Morgorothovega balroga. Balrog uniči Khazad-dûm, prinese uničenje in ubije kralja Durina VI., ter si prisluži škratovsko ime Durinova pogibel. Škratje so ohranili upanje, da bodo ohranili svoj dom do naslednjega leta (1981), ko je bil ubit kralj Nain I. Poraženi pobegnejo in se odpravijo proti severovzhodu. Khazad-dûm ostane prazen,v sencah pa se skriva brezimen teror. V tem času ga vilini okoli Loriena začnejo klicati z imenom Moria. Skoraj 500 let je bil balrog edino znano bitje, ki je naseljevalo Morio.
Končno, leta 2480, orki začnejo napadati zakladnice škratov in zasedajo nivoje in globine mesta. Več kot 300 let pozneje (l. 2793) pridejo škratje, ki jih je Smaug pregnal iz Ereborja, da bi se bojevali z orki. Tri leta pred tem (l. 2790 tretje dobe) je Thorinov dedek Thror z enim samim spremljevalcem odpotoval do vzhodnih vrat in v goro vstopil sam. Kralja je ubil poglavar orkov Azog. Obglavljeno truplo Throrja je bilo vrženo z vrat z Azogovim imenom vžganim na njegovi glavi. Potem ko Nar sporoči Thrainu, škratje zberejo vojsko - pokličejo celo druge škratje rodbine v vojno. Začne se vojna škratov in orkov, ki poteka skoraj v celoti pod meglenimi gorami. Škratje napadejo in zajamejo vse orke, ki so jih lahko našli, enega za drugim, od Gundabada na severu do reke Gladden na jugu. Čeprav ne vemo veliko o tej podzemni bitki, vemo, da naj bi se škratje izkazali v boju na  svojem domačem področju v rudnikih in predorih. Vojna se konča leta 2799 z bitko pri Azanulbizarju. Škratje, okrepljeni s škrati z Železnega gorovja, zmagajo v bitki,ki je bila katastrofalna za obe strani. V bitki Dain Železnonogi s svojo veliko rdečo sekiro ubije Azoga. Medtem ko želi Thrain napredovati, da si povrne Khazad-dûm, jih Dain in škratje iz drugih kraljestev ne zavrnejo. Medtem ko so druge hiše trdile, da to ni mesto njihovih očetov in da so izpolnile svoj del z maščevanjem Throrja, je Dain zagledal Durinovo pogibel in vedel, da je poskus ponovnega zavzetja Khazad-dûma jalov.
Ko so se tisti iz Durinovega ljudstva naselili v Sinjem pogorju, ali se vrnili v Železno hribovje, je Moria ostala kraj teme. Nekje med letoma 2845 in 2950 je Gandalf vstopil v mesto in iskal kralja Thraina, preden je zapustil zahodna vrata. Po bitki petih vojská Durinovo ljudstvo ni samo prevzelo Ereborja, ampak so tudi zdesetkali orke iz Meglenih gora.

### Balinova odprava
Leta 2989 Balin vodi odpravo  s Samotne gore v poskusu, da bi povrnil njihovo največje kraljestvo.V veliki meri zahvaljujoč bitki petih vojska je Balinova naloga sprva uspešna. Ubijejo veliko število orkov in prevzamejo nadzor nad vzhodnimi dvoranami Khazad-dûma. Povrnejo si veliko izgubljenih zakladov, vključno z Durinovo sekiro - dediščino njihovih ljudi. Pet let Balin služi kot gospodar Morie.
Vendar pa Balin 10. novembra 2994 sam odpotuje do Kheled-zarama. Tam ga ustreli orovski lokostrelec. Čeprav je lokostrelec ubit, je bil le eden izmed mnogih. Vojska orkov pride do Kheled-zarama in napade škratjo kolonijo. Orki se prebijejo v Khazad-dûm in v drugi dvorani se začne velika bitka. Nekateri škratje so ubiti v dvorani, medtem ko se drugi umaknejo na sedmo raven. Balinovo telo je pokopano v grobnici v Mazarbulu - ravno v dvorani, kjer je postavil svoj prestol. Ko je njihov gospodar mrtev in se bliža poraz, se skupina škratov, vključno z Oinom, odpravi do zahodnih vrat. Pridejo do vode, ki je vse do vrat. Pošast v vodi ubije Oina in pobeg je nemogoč. Preostali škratje, vključno z rijem, se dokončno postavijo v dvorano Mazarbul. Premagani so in nihče ne preživi. Moria bi molčala in usoda Balinove kolonije  bi ostala skrivnost.
Vse dokler Bratovščina prstana ne pride v Khazad-dûm januarja 3019. Čeprav je zanimivo omeniti, da je na neki točki pred bratovščino Aragorn iz neznanega razloga vstopil v Morio. Potem ko pobegnejo Stražarju, pošasti pred zahodnimi vrati, se bratovščina prebije skozi zahodni del kraljestva. Med podvigom Pipin spusti v vodnjak kamen, ki pada zelo dolgo časa, preden se zasliši majhen pljusk, kar nam daje občutek neizmerne globine Khazad-dûma. Na zvok se odzove niz udarjajočih zvokov, skoraj tako, kot pri komunikaciji ali opozorilu. To vodi do Gandalfovega očitka Pipinu. Bratovščina se sčasoma povzpne do sedme stopnje Morije in do same dvorane Mazarbul, kjer odkrijejo Balinov grob in knjigo, kijim pove o Balinovi odpravi. Bratovščino so napadli orki in troli, preden je dokončno razkrita identiteta Durinove pogibeli. Gandalf se bori z balrogom na mostu Khazad-dûm, uniči delsamega mostu, da bi pahnil balroga v globino. Medtem ko tudi Gandalf pade, bratovščina pobegne skozi vzhodna vrata v Dimril Dale. Kljub njihovi žalosti in naglici si Gimli vzame trenutek, da na lastne oči vidi Kheled-zaram. S seboj vzame Froda in se zazre v Zrcalno jezero. Ko se Bratovščina poda v Lothlorien, Gandalf 23. januarja 3019 (tretjega veka) zasleduje balroga po neskončnih stopnicah. Potem ko se dva dni borita na Zirakzigalu, Gandalf končno premaga sovranika. V bitki je sam stolp uničen in vhod v stopnišče blokiran, zaradi česar Gandalf nasede na vrhu gore. Med potovanjem po Morii Gimli poje Durinovo pesem, ki opisuje zgodovino Khazad-dûm
.S Sauronovim porazom ob koncu tretje dobe, v kombinaciji sprejšnjo smrtjo balroga, je bilo s sveta pregnano veliko zla. Sčasoma bi končno prišel čas, da škratje ponovno zavzamejo Morio enkrat za vselej. Nekaj po letu 171 četrte dobe se Durin VII., potomec Daina Železnonogega povzpne na kraljevski položaj Durinovega ljudstva. V svoji vladavini je vodil končno uspešno vrnitev škratov v Khazad-dûm. Rečeno je da je Durinova hiša povrnila njihovo dediščino in do dneva, ko se bi končala škratja vladavina, bodo kladiva zvnila v velikih dvoranah pod Meglenim gorovjem, v Morii, v Khazad-dûmu
1. ↑  The History of Moria (Khazad-dûm) | Tolkien Explained, pridobljeno 24. novembra 2021